# Chlamydiae
Chlamydiae är en bakteriell stam och klass vars medlemmar är obligata intracellulära parasiter. Chlamydiae samexisterar ofta i ett asymtomatisk tillstånd inom vissa värdar vilket allmänt anses att dessa värdar tillhandahåller en naturlig reservoar för dessa arter.

## Historia
Klamydialiknande sjukdomar som drabbar ögonen på människor beskrevs första gången i antika kinesiska och egyptiska manuskript. En modern beskrivning av Klamydialiknande organismer tillhandahölls av Halberstaedter och von Prowazek år 1907. Termen Klamydia dök upp i litteratur år 1945, trots detta fortsattes användningen av många andra namn exempelvis Bedsonia, Miyagawanella, Halprowia, ornithos-, TRIC- och PLT-agenter.  